# Isaak Iljitsch Rubin

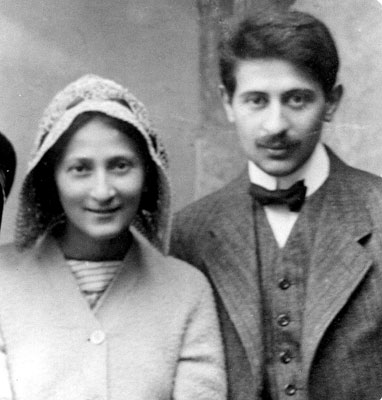
Polina und Isaak Rubin (1910)

Isaak Iljitsch Rubin (russisch Исаак Ильич Рубин; * 12. Juni 1886 in Dünaburg, heute Lettland; † 27. November 1937 in Aktjubinsk, heute Kasachstan) war ein russischer bzw. sowjetischer Ökonom und gilt als der bedeutendste Theoretiker seiner Zeit auf dem Gebiet der marxschen Werttheorie. Sein Hauptwerk Studien zur Marxschen Werttheorie erschien 1924. Im Zuge der stalinistischen Säuberungen wurde er 1937 hingerichtet.

## Leben
Rubin besuchte als Kind einen Cheder und setzte seine Schullaufbahn in Witebsk  fort. Er war seit 1904 Mitglied des Allgemeinen Jüdischen Arbeiterbundes, 1905 schloss er sich der russischen revolutionären Bewegung an. Nach der gescheiterten Revolution schrieb er sich noch 1905 an der Universität St. Petersburg ein und schloss 1910 sein Studium der Rechtswissenschaft ab. In den folgenden Jahren praktizierte er als Rechtsanwalt, ab 1912 in Moskau.
Nach der Februarrevolution 1917 veröffentlichte Rubin verstärkt Artikel und Pamphlete über Arbeits- und Sozialversicherungsrecht sowie zu allgemein ökonomischen Themen. Er freundete sich mit dem Leiter des Marx-Engels-Institutes Dawid Rjasanow an und konnte sich dort schnell einen Ruf als führender Marx-Forscher erarbeiten. Aufgrund seiner Reputation wurde er 1921 zum Professor für Politische Ökonomie an die Universität Moskau berufen.
Rubin gehörte der menschewistischen Fraktion innerhalb des Allgemeinen jüdischen Arbeiterbundes an, die sich 1920 dem Beitritt zur nunmehr von den Bolschewiki vollkommen dominierten Kommunistischen Partei widersetzte. Die den Menschewiki zugeneigten Bundisten traten daraufhin aus und gründeten den kurzlebigen Sozialdemokratischen Bund, in dem Rubin sich als Sekretär betätigte. So war auch er ab 1921 Repressionen ausgesetzt und wurde immer wieder verhaftet. Aufgrund seiner Reputation kam Rubin immerhin in den Genuss bevorzugter Behandlung und durfte an seinen Arbeiten weiter schreiben. Zudem führten Eingaben zahlreicher einflussreicher Bolschewiki wie Nikolai Krestinski, Anatoli Lunatscharski, Michail Pokrowski und Dawid Rjasanow auch immer wieder zu seiner Freilassung.
Nach Veröffentlichung seines Hauptwerks, den Studien zur Marxschen Werttheorie 1928, verschärfte sich jedoch die Kritik an seinen Positionen. Ihm wurde die Verfälschung von Marx’ ökonomischer Theorie, eine idealistische und metaphysische Herangehensweise an ökonomische Kategorien sowie die Trennung von Form und Inhalt vorgeworfen. Er wurde Ziel einer Kampagne, die in einer, im November 1930 in der Prawda veröffentlichten Anklage gipfelte, in der Rubin vorgeworfen wurde, Mitglied einer menschewistischen Kulak-Verschwörung zu sein.
Im Dezember 1930 wurde Rubin verhaftet und unter Folter zum Geständnis gezwungen, zu den seit dem Kronstädter Matrosenaufstand verbotenen Menschewiki zu gehören. Die Haftstrafe von fünf Jahren wurde 1933 durch Verbannung in das kasachische Dorf Turgai ersetzt. Später durfte er nach Aktjubinsk umziehen, um dort in einer Genossenschaft zu arbeiten. Dort wurde Rubin jedoch im November 1937 wegen Gründung einer konterrevolutionären Organisation erneut verhaftet, zum Tode verurteilt und noch am selben Tag hingerichtet.
Zwischen 1989 und 1991 wurde Rubin im Zuge der Perestroika post mortem von allen Vorwürfen freigesprochen und rehabilitiert.
Isaak Rubins jüngerer Bruder Aron (1888–1961) war Philosoph, Literaturkritiker und Übersetzer.

## Publikationen (Auswahl)

### Hauptwerk
- Isaak Iljitsch Rubin: Studien zur Marxschen Werttheorie. Mit einer Einleitung und übersetzt von Annette Neusüss-Fögen nach der unveröffentlichten amerikanischen Übersetzung der dritten russischen Auflage, Moskau/Leningrad 1928. Frankfurt am Main 1973, ISBN 3-434-30141-0.
- Isaak Ilyich Rubin: Essays on Marx's Theory of Value. Conceived as a Variorum Edition (Historical Materialism Band 339) Brill, Leiden 2025, ISBN 978-90-04-72133-3.

### Weitere Publikationen
- Zwei Schriften über die Marxsche Werttheorie: Franz Petry: Der soziale Gehalt der Marxschen Werttheorie. Jena 1916. 70 S.; Heinrich Dietzel: Vom Lehrwert der Wertlehre und vom Grundfehler der Marxschen Verteilungslehre. Leipzig 1921. 39 S. . In: Marx-Engels Archiv. Zeitschrift des Marx-Engels-Instituts in Moskau, hrsg. von  D. Rjazanov, Band 1. Marx-Engels-Archiv Verlagsgesellschaft, Frankfurt a./M. 1925, S. 360–369. (Online)
- I[saak] I[ljitsch] Rubin, S. A. Bessonow u. a.: Dialektik der Kategorien. Debatte in der UdSSR (1927-29). VSA, Berlin 1975, DNB 750363835.
- Die marxsche Theorie des Warenfetischismus. In: Devi Dumbadze, Ingo Elbe u. a. (Hrsg.): Kritik der politischen Philosophie. Münster 2010, ISBN 978-3-89691-789-8. (deutsche Erstübersetzung des ersten Kapitels von 'Studien zur Marxschen Werttheorie') online pdf
- Studien zur Geldtheorie. In: Beiträge zur Marx-Engels-Forschung. Neue Folge Sonderband 4. Argument Verlag, Hamburg 2012, ISBN 978-3-88619-699-9, S. 9–118. Inhaltsverzeichnis
- Rubin, Isaac Ilyich: A History of Economic Thought, Übersetzt von Don Filtzer nach der 2. russischen Auflage von 1929, Pluto Press, London 1979

### Biographie
- Elektronische Jüdische Enzyklopädie: Isaac Rubin (in Russisch)

### Primärtexte
- I. I. Rubin: Abstrakte Arbeit und Wert im Marxschen System
- I. I. Rubin: Essays on Marx's Theory of Value
- Schriften I. I. Rubins bei marxists.org
- I. I Rubin: Die marxsche Theorie des Warenfetischismus